# Tochtamiš

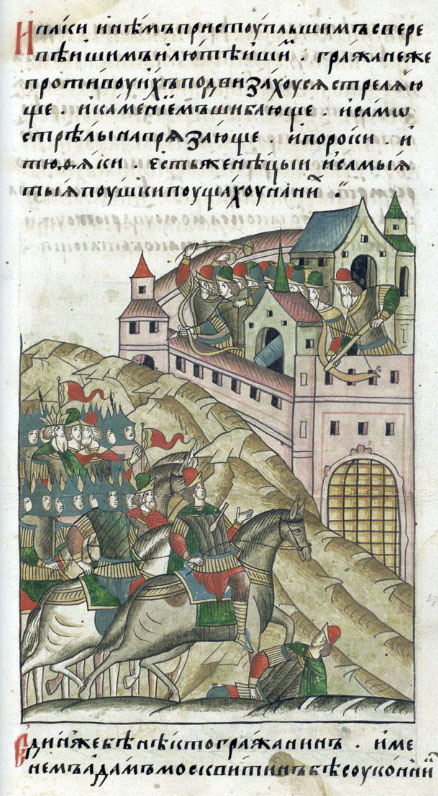
Tochtamiš stojí roku 1382 se svým vojskem před branami Moskvy (středověká iluminace)

Tochtamiš († 1406/1407 Ťumeň) byl potomek Čingischána a chán Zlaté hordy. Vládl přibližně v letech 1380 až 1395. Vlády se ujal po porážce emíra Mamaje v bitvě na Kulikově poli. Snažil se získat oblibu a proto štědře rozdával vojákům a spojencům Mamajovo bohatství, kterého se zmocnil, aby si upevnil své pozice v Hordě.
Po zdrcující porážce v boji proti Tamerlánovi na řece Těrek (14. duben 1395) uprchl do Litvy, odkud se s pomocí tamního knížete Vytautase snažil obnovit svou moc. V bitvě na Vorskle v roce 1399 však spojené polsko-litevské vojsko utrpělo porážku.